# Mumbwa (Distrikt)
Mumbwa ist einer von elf Distrikten in der Zentralprovinz in Sambia. Er ist mit einer Fläche von 19.859 km² der derzeit größte Distrikt der Provinz. Es leben 332.240 Menschen in ihm (2022). Sitz der Verwaltung ist Mumbwa.

## Geografie
Der Distrikt befindet etwa 70 Kilometer westlich von Lusaka. Er liegt im Norden auf etwa 1100 m und fällt nach Süd auf etwa 1000 m ab. Einen Teil der Nordgrenze, ebenso wie Teile der Südgrenze werden von dem Fluss Kafue gebildet.
Der Distrikt grenzt im Osten an die Distrikte Ngabwe,  Chibombo und Shibuyunji, und im Süden an Mazabuka, Monze und Itezhi Tezhi in der Provinz Lusaka. Im Westen grenzt er an Luampa und Nkeyema in der Westprovinz, und im Norden an Mufumbwe und Kasempa in der Nordwestprovinz.

## Geschichte
Mumbwa war zunächst Teil des Kabwe Rural District Councils, bevor 1976 Chibombo, von dem es ein Teil war, zum eigenen Distrikt erklärt wurde. Dieser Distrikt war derer Zeit deutlich größer. Er beinhaltete neben Mumbwa auch die Distrikte Kapiri Mposhi, Ngabwe und Chisamba. Kapiri Mposhi wurde, damals noch zusammen mit Ngabwe, 1993 zum eigen Distrikt erklärt, bevor später Mumbwa abgespaltet wurde.

## Wirtschaft
2004 wurde ein Eisen-Kupfer-Golderzgebiet von 9000 km² abgesteckt. Hierbei hat sich im Jahre 2006 ergeben, dass die Erzvorkommen 566 Millionen Tonnen ausmachen, zumeist Kupfer; es ist weltweit das achtgrößte Kupfervorkommen mit 2 % Kupfer an den Gesamtvorräten. Außerdem fanden sich 0,7 Gramm Gold pro Tonne und 0,6 Kilogramm Uran pro Tonne. Mumbwa war lange eine Stadt der verarbeitenden Industrie, deren Baumwollstoffe in Sambia bekannt sind.
Der Boden ist fruchtbar. Der Distrikt gilt als Sambias Kornkammer. Es gibt zahlreiche Flüsse und somit genug Wasser, dazu 410 gebohrte Brunnen. Der Lochinvar-Nationalpark und der Blaue-Lagune-Nationalpark in den Kafueauen liegen in ihm. Der Itezhitezhi-Damm liegt gerade 66 Kilometer entfernt. Seit Beginn der Kolonialzeit wurden erst Tabak, dann Erdnüsse und dann Baumwolle großflächig angebaut. Heute werden 1,3 Millionen Tonnen Baumwolle pro Jahr geerntet, 35.000 Tonnen Mais, dazu Gemüse wie Zwiebeln, Tomaten und Kohl, die zumeist auf dem Sowetomarkt in Lusaka verkauft werden.

## Soziales
Bis 2006 wurden verschiedene Programme aufgelegt, die Kinderarbeit in der Landwirtschaft einzudämmen. Der dominierende Stamm sind die Nkoya.